# Un sérieux Flanders
Un sérieux Flanders est le titre d'un double épisode de la série télévisée d'animation Les Simpson. Il s'agit des épisodes 6 et 7 de la trente-troisième saison. Il s'agit du quatrième épisode de la série à être décomposé en deux parties distinctes après Qui a tiré sur M. Burns ?, Phatsby le Magnifique et Prêtres en guerre.
Cet épisode est une référence à la première saison de la série Fargo.

## Synopsis

### Partie 1
Lorsqu'un impitoyable collecteur de dettes débarque à Springfield, les vies d'Homer et Ned sont aspirées dans le monde artificiel de la télévision de prestige.

### Partie 2
Les choses vont de mal en pis pour Ned et Homer dans la conclusion époustouflante de ce thriller policier de prestige "Simpflix".